# Campi Veteres
Campi Veteres era un lloc de la Lucània on va morir l'any 212 aC Tiberi Semproni Grac a la Segona Guerra Púnica, segons diu Titus Livi.
Altres autors creuen que Semproni Grac va morir en la Batalla de Beneventum el mateix any 212 aC, quan, ferit, el van traslladar a la vora del riu. Es pensa que els Campi Veteres podrien estar situats a l'actual Vietri a les muntanyes entre Potenza i la vall del Tanagro.